# Pedro Quevedo Iturbe
Pedro Quevedo Iturbe (Caracas, 11 de marzo de 1956) es un cirujano y político español y venezolano, perteneciente al partido Nueva Canarias. Es primer teniente de alcaldesa del Ayuntamiento de Las Palmas de Gran Canaria. También fue profesor de Ciencias Clínicas en la Universidad de Las Palmas de Gran Canaria. Hasta 2022 fue diputado en el Congreso de los Diputados por Las Palmas.

## Biografía
Nació en Caracas (Venezuela) el 11 de marzo de 1956. Sin embargo, su infancia y adolescencia transcurrieron en Canarias y en el País Vasco, donde reside su familia materna. Realizó sus estudios universitarios en la Universidad de La Laguna, donde obtuvo la licenciatura en Medicina y Cirugía en el año 1981 y el grado de licenciatura en 1986 con la calificación de sobresaliente. Completó sus estudios con un Doctorado en Microbiología Clínica, un máster en Dirección y Gestión sanitaria, y múltiples cursos de actualización.
Es médico de Atención Primaria del SCS y profesor asociado a tiempo parcial de Salud Pública en el departamento de Ciencias Clínicas de la Universidad de Las Palmas de Gran Canaria desde 1994. Desempeñó el cargo de Secretario General del Colegio Oficial de Médicos de Las Palmas desde 1983 hasta 1997.
Inició su participación en la actividad política, vinculado a organizaciones canarias de carácter progresista, en la etapa universitaria. Participó en la fundación de Pueblo Canario Unido y ha continuado vinculado al movimiento nacionalista y progresista en Canarias desde entonces.
Fue miembro fundador del Sindicato Canario de la Salud y de la Organización Canaria en defensa de la Salud, así como presidente de la Asociación de médicos interinos de Canarias y de la Asociación Foro Bentayga.
Fue miembro fundador, igualmente, de Coalición Canaria en GC y responsable del Área de Salud de Coalición Canaria en GC.  
Fue portavoz del Gobierno de Canarias, con rango de viceconsejero en los años 2000-2003. 
Director de campaña en las Elecciones Generales del año 2004.
Diputado Autonómico por Gran Canaria a lo largo de la VI Legislatura(2003-2007) tras las elecciones de 2003.
Es miembro fundador y Secretario de Comunicación de Nueva Canarias desde su constitución en junio de 2005.
Fue consejero de Política Social y Sociosanitaria del Cabildo Insular de Gran Canaria a lo largo del mandato 2007-2011.
Fue concejal del Ayuntamiento de Las Palmas de Gran Canaria por NC en las Elecciones Municipales de 2011.
Fue diputado del Parlamento Español por la Coalición Electoral CC-NC tras las elecciones de 2011.
Posteriormente, fue socio electoral del PSOE en las elecciones de 2015 y 2016, siendo elegido en estas últimas elecciones. El acuerdo entre ambos consistía básicamente en que NC apoyase a la candidatura del PSOE para la Presidencia del Gobierno, pero respetando luego «la autonomía de cada organización». Sin embargo, NC apoyó al PP en la votación de la Ley Presupuestos del Estado en mayo de 2017.
Fue reconocido como el diputado número 176 debido al papel fundamental a la hora de aprobar los presupuestos del año 2017 y 2018 del Partido Popular.
En 2018 Quevedo fue el Diputado del Congreso con mayor absentismo laboral, ausentándose el 28 % de las sesiones.
Es concejal en el Ayuntamiento de Las Palmas de Gran Canaria desde el año 2011 y fue cabeza de lista de Nueva Canarias en las elecciones municipales de 2019 en Las Palmas de Gran Canaria. 